# Mausoléu de Constança
Mausoléu de Santa Constança (em italiano:  Mausoleo di Santa Costanza) ou Igreja de Santa Constança, conhecido simplesmente como Santa Costanza, é uma igreja de Roma, Itália, construída no século IV na Via Nomentana, que deixa a cidade em direção nordeste. Acredita-se tradicionalmente que tenha sido construída durante o reinado do imperador romano Constantino, o Grande (r. 306–337) para ser um mausoléu para sua filha Constantina (chamada também de Constância; em italiano:  Costanza), que morreu em 354. Sua outra filha, Helena, que morreu em 360, também foi sepultada lá. Na Idade Média, o edifício foi dedicado como igreja a Santa Constança ("Santa Costanza"). O mausoléu foi construído e está relacionado com a basílica vizinha, também do século IV, Sant'Agnese (dedicada a Santa Inês). Ambos foram construídos sobre as catacumbas mais antigas onde se acredita que a própria Santa Inês tenha sido enterrada.
O edifício em si tem uma planta circular com um deambulatório à volta de uma cúpula central assentada sobre antigas colunas. Atualmente, este formato continua essencialmente o mesmo. Apesar da perda das pedras coloridas que cobriam as paredes, de alguns danos aos mosaicos e de uma reforma/restauro inepta/o, o edifício está em excelentes condições, destacando-se com um dos principais exemplos da arquitetura paleocristã. As abóbadas de duas das três absides e do deambulatório estão decorados por mosaicos romanos antigos bem preservados. Um componente chave que está faltando e era parte da decoração original é o mosaico do interior da cúpula. Felizmente, algumas aquarelas foram pintadas no século XVI sobre ele e, por isso, o esquema decorativo original completo pode ser reconstituído. O grande sarcófago de pórfiro de Constantina sobreviveu intacto e está hoje nos Museus Vaticanos e é um dos mais importantes objetos do tipo ainda existentes.
Escavações recentes sugerem que o mausoléu é, na realidade, o segundo edifício cristão construído no local e sua construção pode ser de algumas décadas depois do que se acreditava. Ele teria sido construído como mausoléu para Helena, a irmã de Constantina, durante o reinado do marido dela, Juliano, o Apóstata (r. 361–363). O maior dos dois grandes sarcófagos de pórfiro seria para Helena e o menor, para Constantina, exatamente o oposto do que se acreditava. O antigo edifício de três absides da década de 330 de fato teria sido construído de fato para Constantina, mas sua importância depois foi diminuída em relação a Helena, que era esposa do imperador. Na Idade Média, com a fama de Constantina como santa, os papeis e a importância relativa das irmãs se inverteram.

## História

### Localização
Santa Costanza está a poucos passos da Via Nomentana e fora das antigas muralhas de Roma por alguns metros. A estrada segue a antiga rota romana que corre para o nordeste de Roma até Nomento ou Mentana. A área era uma propriedade da família imperial e os corpos das irmãs viajaram muito para serem depositados ali: Amiano Marcelino relata que o de Constantina veio da Bitínia e o de Helena, da Gália ("História", XIV: 11, 6).
O mausoléu foi construído sobre Catacumba de Santa Inês, chamada assim por que abrigava as relíquias de Santa Inês, uma mártir de treze anos de idade, onde já estava a antiga basílica de Sant'Agnese, um edifício que, apesar do nome, era mais um "salão funerário" do que uma basílica propriamente dita. Lendas posteriores elaboraram consideravelmente a devoção de Constantina a Santa Inês, mas não se pode determinar se isto de fato teve alguma relevância na escolha do local, embora, em termos gerais, os primeiros cristãos de fato acreditavam que suas almas seriam beneficiadas se seus corpos fossem enterrados perto de mártires. Construir um mausoléu anexo a uma igreja era prática comum em Roma e existem mais casos entre as igrejas de Roma, como o Mausoléu de Helena (a mãe de Constantino e não a filha), que foi construído anexo à basílica de Santi Marcellino e Pietro ad Duas Lauros e hoje em ruínas (uma nova igreja foi construída no local).
Da original Sant'Agnese, apenas um terço de uma das paredes externas sobrevive, do lado norte até a abside no extremo leste, mas com altura reduzida. Já no século VII a basílica já havia caído em desuso e se arruinado. Grande demais para uma simples reforma, Sant'Agnese fuori le mura, uma basílica bem menor, foi construída para substituí-la a uns poucos metros de distância.

### Objetivos
Acreditava-se tradicionalmente que a construção teria sido iniciada durante o reinado do imperador romano Constantino, o Grande (r. 306–337) ou pouco depois, principalmente por causa do relato do "Liber Pontificalis", que conta que o papa Silvestre I (m. 355) teria batizado Constantina e sua tia paterna, Constância, em um batistério construído por Constantino ali na mesma época do "salão funerário" dedicado a Santa Inês. Assumia-se que este batistério seria a estrutura que vemos hoje. Mas escavações realizadas em 1992 descobriram um edifício mais antigo abaixo e a construção da estrutura do mausoléu é atualmente datada por volta de 350, já durante o reinado do marido de Helena (e irmã de Constantina), o imperador Juliano, (r. 361–363). Constantina morreu em 354 e é possível que seu sarcófago tenha estado originalmente no edifício mais antigo.
A estrutura de Santa Costanza reflete sua função original como mausoléu para uma ou as duas filhas de Constantino e não serve bem à função de igreja que adquiriu muito mais tarde. O plano central "enfatiza, direta e fisicamente, a pessoa ou local a ser homenageado" e era popular para mausoléus e batistérios na época. Entre outros edifícios edifícios paleocristões de origem similar e de plano circular estão a Catedral de Split, construída dentro do Palácio de Diocleciano e originalmente o mausoléu do imperador, e a Rotunda de Galério (atualmente a Igreja de São Jorge) em Tessalônica, originalmente o mausoléu do imperador Galério (r. 305–311).
O enorme salão funerário de Santa Inês, a basílica da época constantiniana, gradualmente caiu em desuso e se arruinou, com apenas a base da parede externa ainda existente e somente num trecho curto, mas Santa Costanza está praticamente intacta. Há evidências documentais de que o papa Nicolau I celebrou uma missa lá em 865, a primeira vez que aparece com o nome de Santa Costanza, mas sua consagração como igreja só aconteceu em 1254, obra do papa Alexandre IV, que mandou remover o que se acreditava ser os restos de Constância do sarcófago e os deposito debaixo do altar-mor.

## Arquitetura

### Estrutura
Santa Costanza é uma estrutura circular de planta central, com um deambulatório circular percorrendo toda a volta de um espaço central de grande pé-direito. Este espaço está encimado por uma cúpula assentada sobre um tambor bem visível do lado de fora. As paredes são de concreto com tijolos aparentes e sua estrutura é formada por dois anéis suportados por colunas dispostas em círculo à volta de um eixo vertical central. O anel mais alto está assentado em colunas e "o anel inferior cerca um deambulatório circular cujo espaço flui por entre as colunas para o cilindro axial". Este design essencialmente delimita dois espaços ou "dois mundos", o do deambulatório e o da cúpula. Uma arcada sustentada por doze pares de colunas de granito decoradas com capiteis compósitos suportam o tambor abaixo da cúpula e separam a área interno do deambulatório, que é muito mais escuro, pois a luminosidade que entra pelas doze janelas do clerestório não chega até ali. O deambulatório tem 22,5 metros de diâmetro e é coberto por uma abóbada de berço decorada por mosaicos.
A única porta, ladeada por dois nichos arqueados, deve ter sido originalmente uma passagem que levava direto para o "salão funerário" (a basílica), bem no meio da nave. Há um pequeno vestíbulo depois da porta que se abre diretamente para o deambulatório. Do lado oposto à porta no espaço central está "uma espécie de baldaquino...[que]se ergue sobre uma placa de pórfiro que, abaixo do arco do meio do espaço central, parece ter no passado sustentado o sarcófago da princesa", o local onde ficava o sarcófago de Constantina (ou de Helena).
Grandes arcos marcam os pontos cardeais no mausoléu. As paredes provavelmente eram cobertas no passado por lajes de mármore multicolorido, como era praxe em edifícios imperiais, mas nada restou delas. Santa Costanza também é, em alguma medida, um novo tipo de edifício e difere de seus antecessores por dispensar o teto plano de madeira por uma cúpula e abóbadas.

### Decoração

#### Mosaicos
Os mosaicos de Santa Costanza são importantes exemplos da arte paleocristã e um dos raríssimos exemplos de mosaicos instalados fora de igrejas. As absides, o interior da cúpula e a abóbada do deambulatório eram decorados com mosaico, embora os da cúpula tenham se perdido.

#### Mosaicos nas absides
Nas paredes do deambulatório estão duas absides rasas, cada uma com um mosaico de "Cristo Pantocrator" em cenas distintas, os mais antigos sobreviventes deste tipo, ambos provavelmente datando do século V ou VII, embora o assunto ainda seja tema de debates. Como muitos mosaicos do período, ambos foram restaurados em algum momento e ambos revelam elementos do imaginário imperial romano, exemplos primitivos da confluência da arte romana com a arte paleocristã. Um mosaico com duas mulheres vestidas de branco, que, segundo relatos da época do Renascimento, ficava atrás do sarcófago, jamais foi desenhado e se perdeu.
Na primeira abside está uma "traditio legis": Cristo aparece com São Pedro e São Paulo entregando ao primeiro um rolo, representando a lei, com a inscrição "DOMINUS LEGEM DAT" ("O Senhor entregando a Lei"). Umas poucas ovelhas representam seu papel como pastor governando e liderando seu rebanho. Cristo está vestido de dourado, uma sugestão de seu poder e supremacia. Ele aparece sobre o paraíso, o que ajuda a reforçar seu domínio sobre o céu e a terra.
Na segunda, Cristo aparece um pouco mais simples, mas ainda como o poder supremo. Suas vestes não são tão ricas, mas ainda sugerem poder: uma túnica simples, mas púrpura e dourada, uma sugestão não apenas do poder divino, mas também do humano, dado que o púrpura era a cor reservada à realeza e as faixas duradas, uma conexão com os imperadores romanos. São Pedro se aproxima de Cristo em súplica, como faria com o imperador, um dos primeiros exemplos na arte cristã de Cristo sendo retratado como se fosse um imperador ou rei, um conceito que futuramente seria predominante na arte e na arquitetura cristãs. Nesta abside, Cristo aparece não apenas como membro da realeza, mas como como governante do mundo e de tudo o que existe. Ele se senta acima de uma esfera azul, um símbolo claro do mundo ou do universo. Deste pedestal, ele entrega chaves a São Pedro, um sinal de que Cristo, o poder celestial, dando autoridade e o poder divino a um homem. É importante notar que São Pedro foi o primeiro bispo de Roma (papa) e que a imagem claramente pretendia demonstrar que a autoridade de Roma fora sancionada por Deus. Este conceito e representação de Cristo como o todo-poderoso governante e criador do mundo ("Pantocrator") tornar-se-ia a norma em igrejas posteriores, mas aparece pela primeira vez em Santa Costanza.

#### Mosaicos no deambulatório
Os mosaicos do século IV na abóbada do deambulatório são contemporâneos ao edifício e revelam um nítido contraste com os mosaicos das absides, sendo essencialmente seculares, com painéis de padrões geométricos, pequenas cabeças ou figuras emolduradas, pássaros em ramos de folhagem, vasos e outros objetos, videiras com cupidos colhendo as uvas e fazendo vinho. Este último tipo de cena aparece também no sarcófago de Constantina e também nas extremidades do Sarcófago de Júnio Basso. São cenas similares às que decoravam casas e palácios romanos da época. Enquanto os mosaicos das absides são imagens claramente cristãs, os do deambulatório são muito mais seculares e podem ser considerados dionisiacos, com suas imagens de uvas, frutas, pássaros e outras figuras mitológicas. O mesmo vale para os mosaicos do piso, que são em estilo similar aos do deambulatório, cheio de cupidos, pássaros, Baco e videiras. São exemplos impressionantes da fusão dos valores pagãos e cristãos que acontecia na cidade de Roma na época.

#### Cúpula
Os mosaicos do interior da cúpula se perderam, mas é possível ter uma ideia de como seriam, pois, entre 1538 e 1540, Francesco d'Ollanda pintou algumas aquarelas sobre eles que ainda existem. Eles retratavam diversas cenas bíblicas num estilo similar às pinturas encontradas nas diversas catacumbas de Roma do século III, entre elas a História de Susana, Tobias, Caim e Abel, o sacrifício de Elias no Monte Carmelo, o que parece ser Ló recebendo os anjos, Moisés batendo na pedra com seu cajado procurando água e até mesmo Noé construindo a arca. Acredita-se que a fileira superior, que já estava muito danificada no século XVI, contivesse cenas do Novo Testamento, pois Francesco pintou o "Milagre do Centurião".

### Sarcófagos

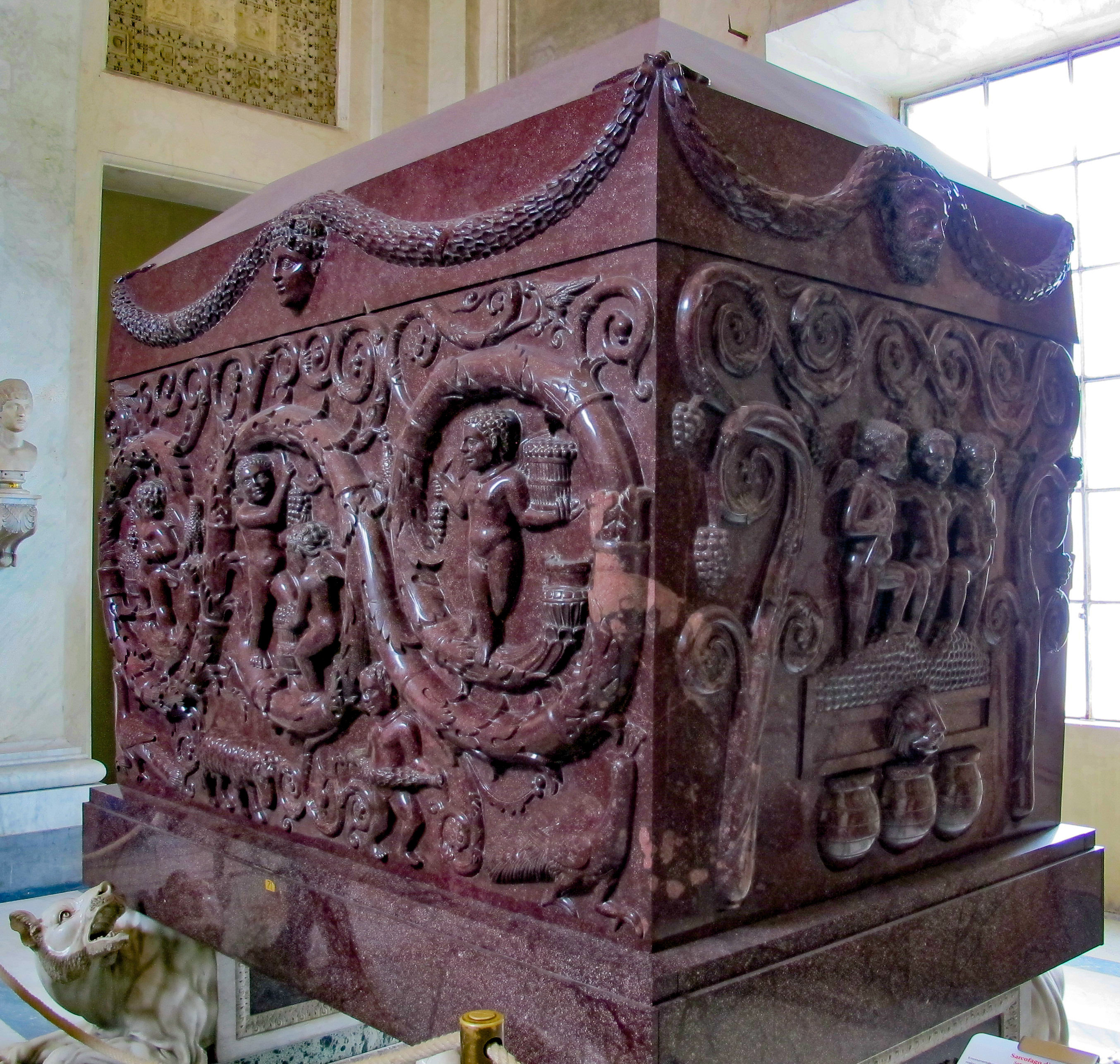
Sarcófago de Constantina, nos Museus Vaticanos.

Os dois grandes sarcófagos de pórfiro do Mausoléu estão atualmente expostos um diante do outro na Sala em Cruz Grega do Museu Pio-Clementino, pertencente aos Museus Vaticanos. Acredita-se atualmente que o maior, tradicionalmente ligado a Constantina, tenha na verdade sido de Helena e o menor, o de Constantina.
O sarcófago de Constantina tem uma complexa simbologia decorativa em alto-relevo: "a superfície toda está dominada por um intricado padrão de ramos de videira estilizados entre os quais aparecem cupidos...numa cena de exuberância dionísica, e, na esperança de um futuro de benesses que ela implica, dois pavões, os pássaros da imortalidade, estão completamente em acordo". Além disto, há quatro retratos, incluindo o da própria Constantina, "na tampa, quatro graciosos retratos, um aparentemente o de Constantina, fitando o horizonte calmamente, segura de que o melhor ainda está por vir". Estas imagens de vinhas e da natureza não são inerentemente cristãos, mas podiam facilmente ser interpretados e percebidos desta forma por causa do uso do vinho na Eucaristia. Mas podiam também ser percebidos como uma ligação com Baco, o deus do vinho. Este estilo de sarcófago deixaria de ser utilizado em Roma no final do século IV e o de Constantina é um grande exemplo do estilo.
Suas dimensões são enormes, com uma altura (medida na arca) de 128 cm, 233 cm de comprimento e 157 cm de largura. O pórfiro era uma pedra dura de cor púrpura, reservada pelos romanos para uso apenas pela família imperial, cuja cor símbolo era o púrpura. Ela só podia ser obtida num lugar, Monte Porfirítico (em latim: Mons Porphyriticus, no Egito romano), o que a tornava ainda mais exclusiva. É possível que o sarcófago de Constantina seja uma cópia do sarcófago de seu pai, que se perdeu. Um fragmento que se acredita ser dele tem um estilo similar e é também em pórfiro. O exemplar que está hoje na igreja é uma cópia, mas atualmente fica no deambulatório, pois a posição central onde ficava antes está hoje ocupada pelo altar-mor.

## Galeria

Imagens da igreja
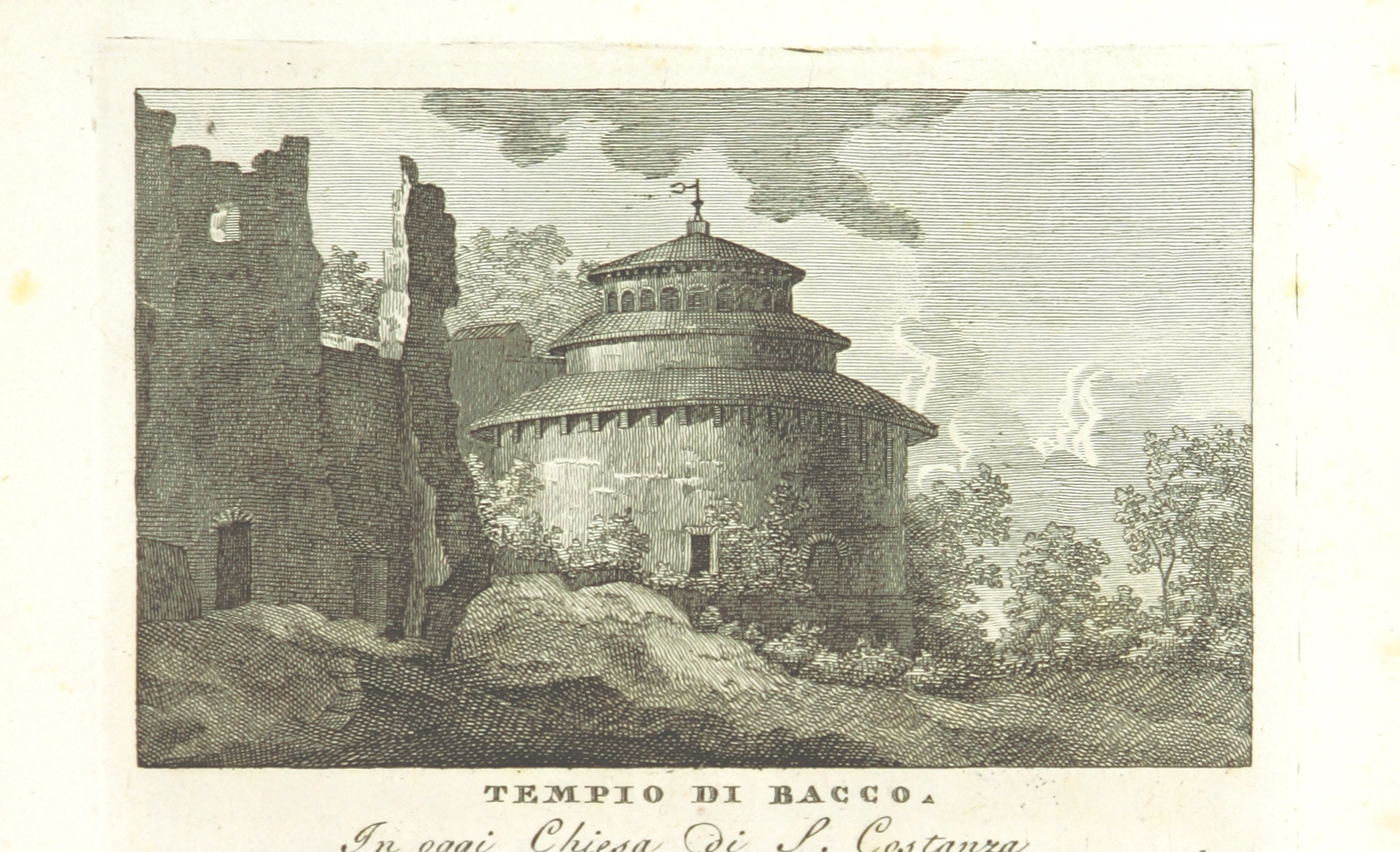
Gravura antiga, na qual a igreja é chamada de "Templo de Baco"
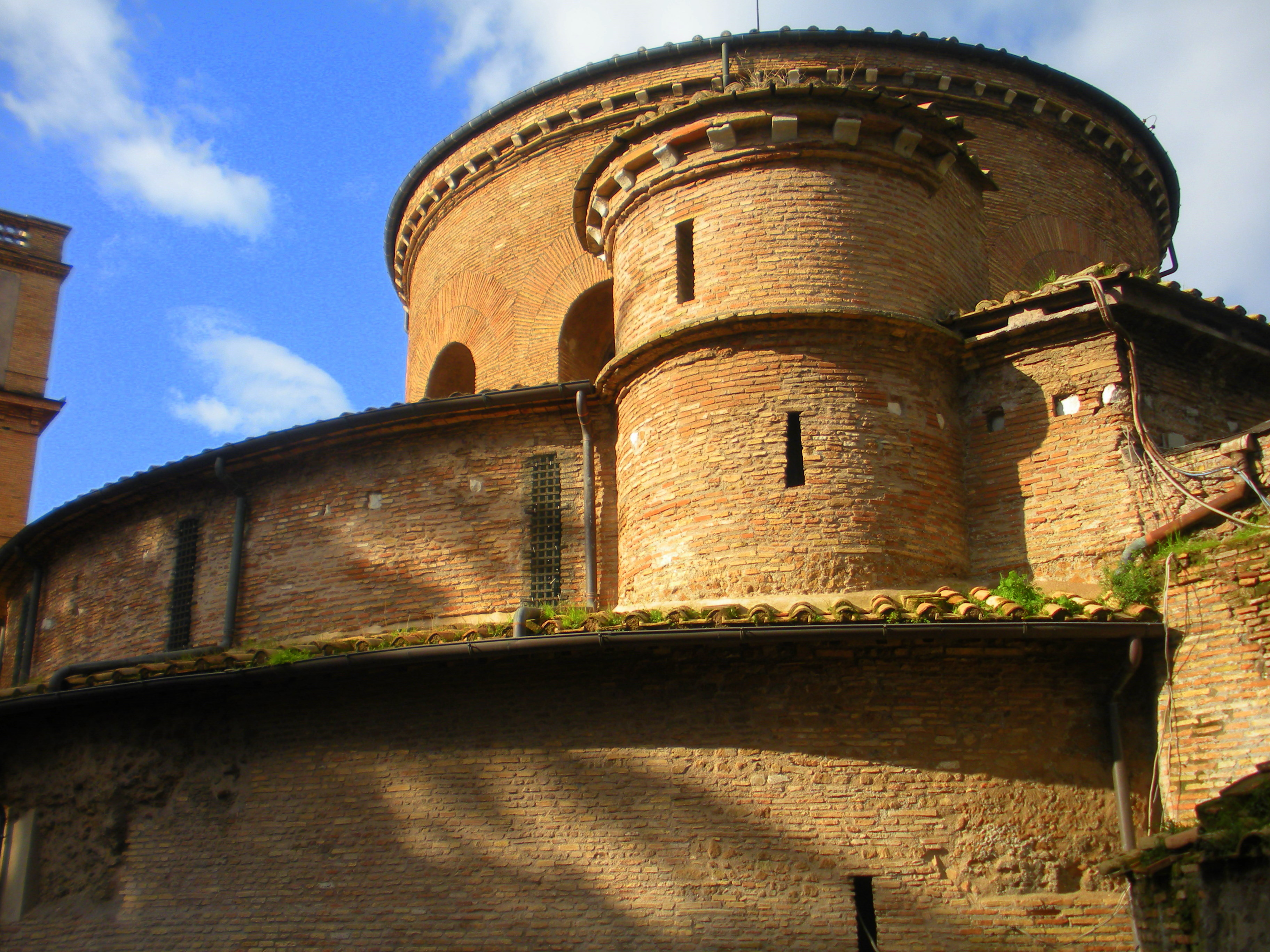
Vista das absides pelo exterior
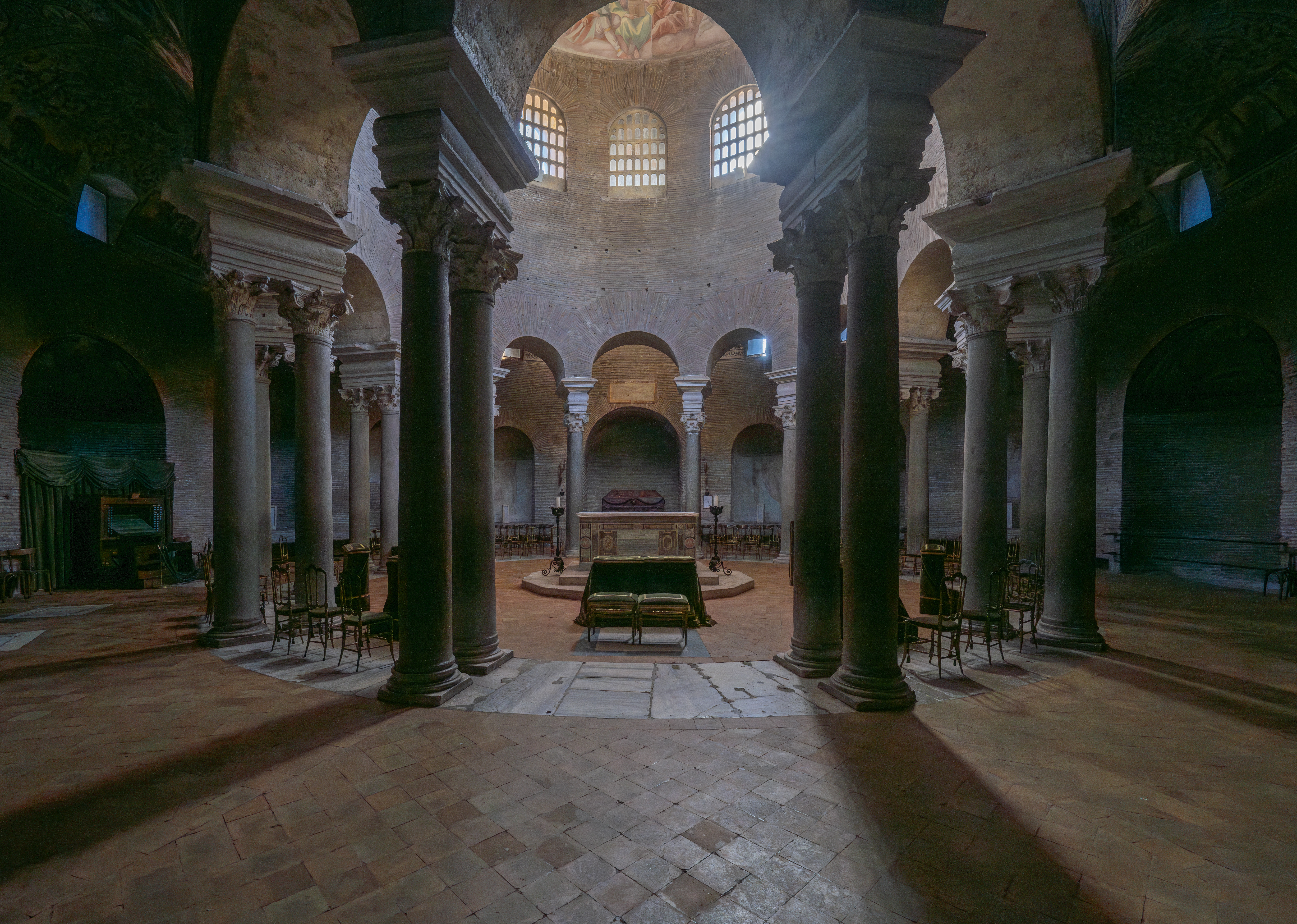
Panorama do interior
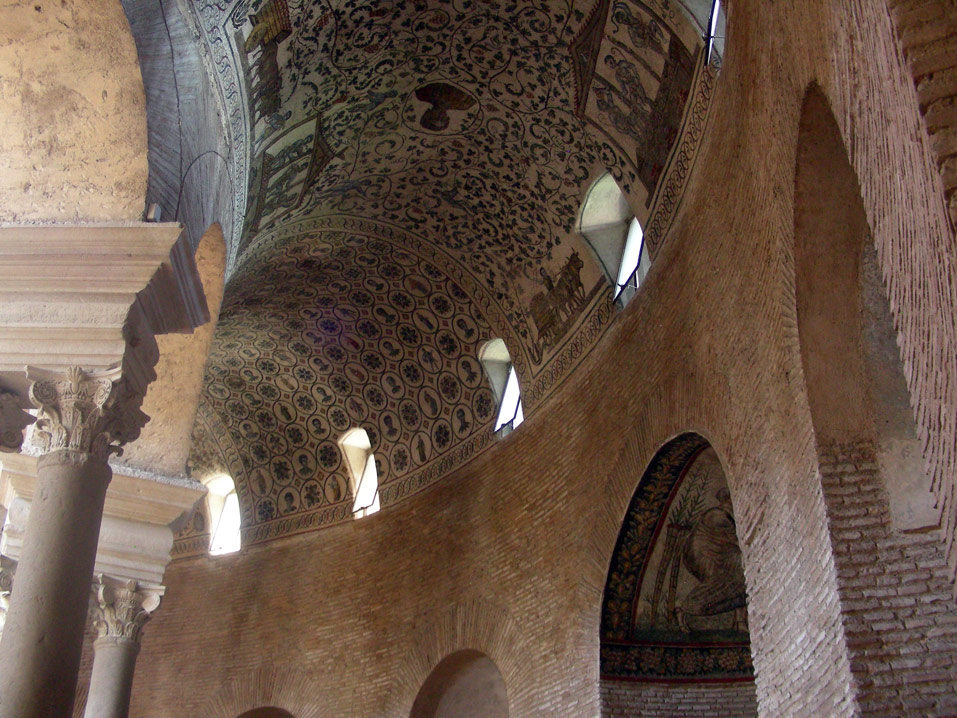
Mosaicos na abóbada do deambulatório
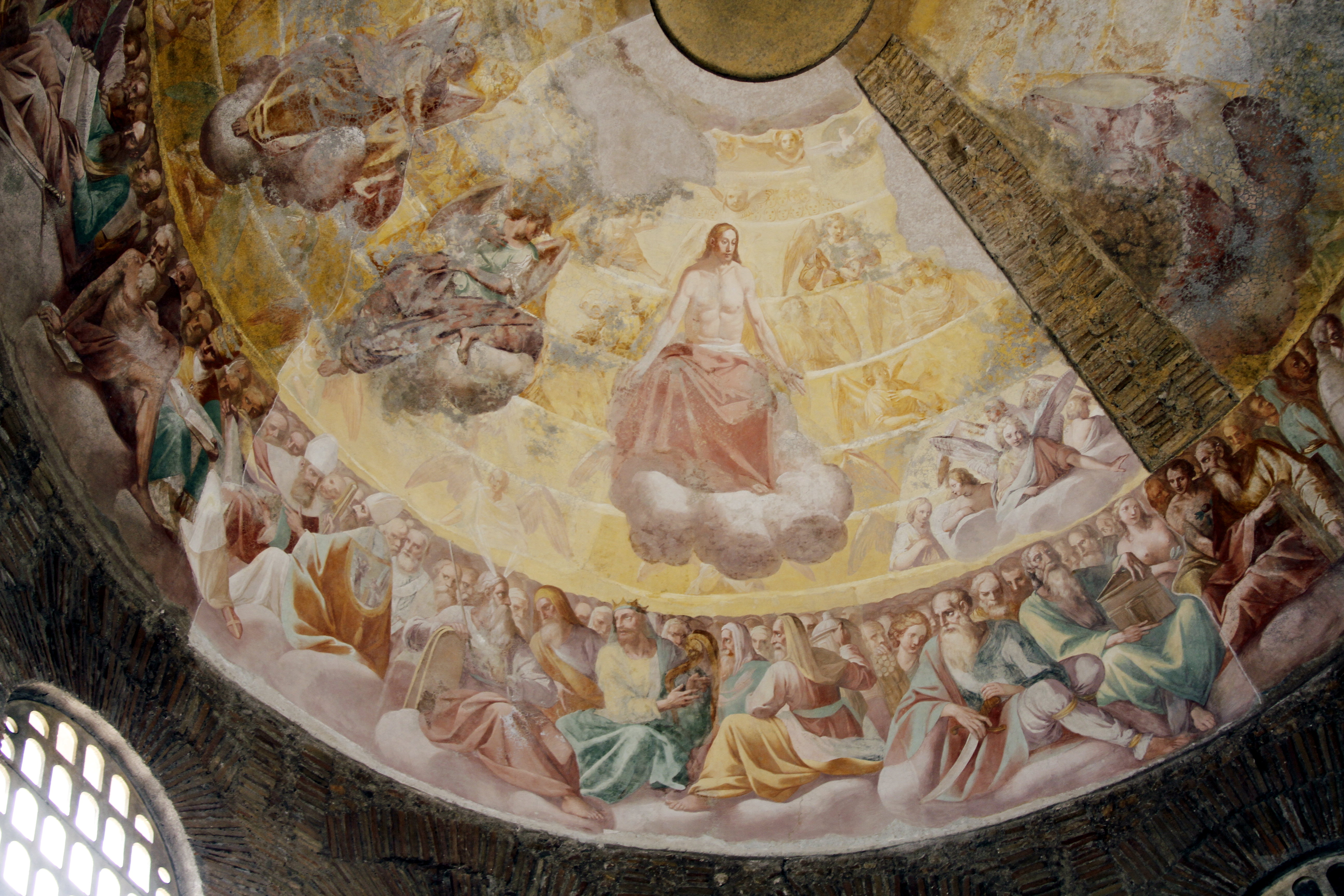
Interior da cúpula